# Tiruppur (dystrykt)

Dystrykt Tiruppur na mapie stanu Tamilnadu

Tiruppur – jeden z dystryktów stanu Tamilnadu (Indie). Stolicą dystryktu Tiruppur jest miasto Tiruppur.

## Położenie
Tiruppur od północy graniczy z dystryktem Erode, od północnego wschodu z dystryktem Karur, od południowego wschodu z dystryktem Dindigul, od południa ze stanem Kerala, od zachodu z dystryktem Coimbatore.